# Hemitrochus varians
Hemitrochus varians är en snäckart som först beskrevs av Menke 1829.  Hemitrochus varians ingår i släktet Hemitrochus och familjen Xanthonychidae. Inga underarter finns listade i Catalogue of Life.